# 케레크어
케레크어(Kerek)는 축치 자치구의 케레크족이 과거 사용하던 언어로, 축치캄차카어족 축치어파에 속한다. 특히 코랴크어와 가까운 관계였다.
많은 케레크족은 축치족이나 러시아인에게 동화되어 정체성이 사라졌으며, 언어도 축치어나 러시아어로 옮겨 갔다. 1997년까지는 2명의 나이 많은 화자가 확인되었으나 2005년에는 사실상 모어 화자가 사라진 것으로 추정되었다.

## 같이 보기
- 축치캄차카어족
- 케레크인